# Sinky Bay (Bermudi)
Sinky Bay je plaža na Bermudima Iako je ovo naziv plaže, područje između zaljeva Sinky Bay i Cross Bay, uključujući zemljište u vlasništvu hotela, poznato je kao Sinky Bay.
Sinky Bay bio je u potpunosti u vlasništvu klana Wilson. Dio zemljišta na kojem se nalazi hotel dio obitelji Wilson prodao je hotelskoj grupi. Preostalo vlasništvo Wilson nalazi se između hotela i plaža. Plaže, Cross Bay i Sinky Bay, dostupne su gostima hotela, obitelji Wilson i okolnom susjedstvu.